# Yundamindera
Yundamindera, ook bekend als The Granites, is een spookdorp in de regio Goldfields-Esperance in West-Australië.

## Geschiedenis
In 1897 werd goud gevonden in de streek die 'The Granites' werd genoemd. Tegen 1900 waren er een vijfentwintigtal goudmijnen actief. In 1901 woonde er genoeg mensen om een dorp te stichten. Het dorp werd op aanraden van de overheidsverantwoordelijke voor het goudveld, de 'Goldfield Warden', Yundamindera genoemd. De naam is Aborigines van oorsprong maar de betekenis is niet bekend.
Er was een post- en telegraafkantoor actief sinds 1900. In 1902 werd een politieaanwezigheid geïnstalleerd. Een jaar later opende een schooltje en politiecellen. Er waren toen drie hotels, een bank, een slager, drie kleermakers, twee wasserettes, een eetgelegenheid, twee winkels en een ertsverwerkingsmachine van de overheid actief.
In 1908 stopte de onderneming 'Potosi Consolidated' die de belangrijkste goudmijnen in de omgeving bestuurde haar activiteiten. Het Bulletin Hotel sloot dat jaar de deuren. In 1911 werden het Granites Hotel en de post- en politiekantoren gesloten. Het Victoria Hotel staakte de activiteiten in 1924. Het verlaten dorp werd in het 'Yundamindera Station' opgenomen. Het Granites Hotel werd een tijd als schapenscheerdersschuur gebruikt.

## 21e eeuw
Yundamindera maakt deel uit van het lokale bestuursgebied (LGA) Shire of Leonora waarvan Leonora de hoofdplaats is. Er wordt in de omgeving nog steeds naar goud gezocht.

## Transport
Yundamindera ligt 853 kilometer ten noordoosten van de West-Australische hoofdstad Perth, 260 kilometer ten noordnoordoosten van Kalgoorlie en 87 kilometer ten oostzuidoosten van het aan de Goldfields Highway gelegen Leonora.
Er ligt een startbaan in de nabijheid: Yundamindera Airport (ICAO: YYDM).

## Klimaat
De streek kent een warm woestijnklimaat, BWh volgens de klimaatclassificatie van Köppen.